# Constantin Ranst

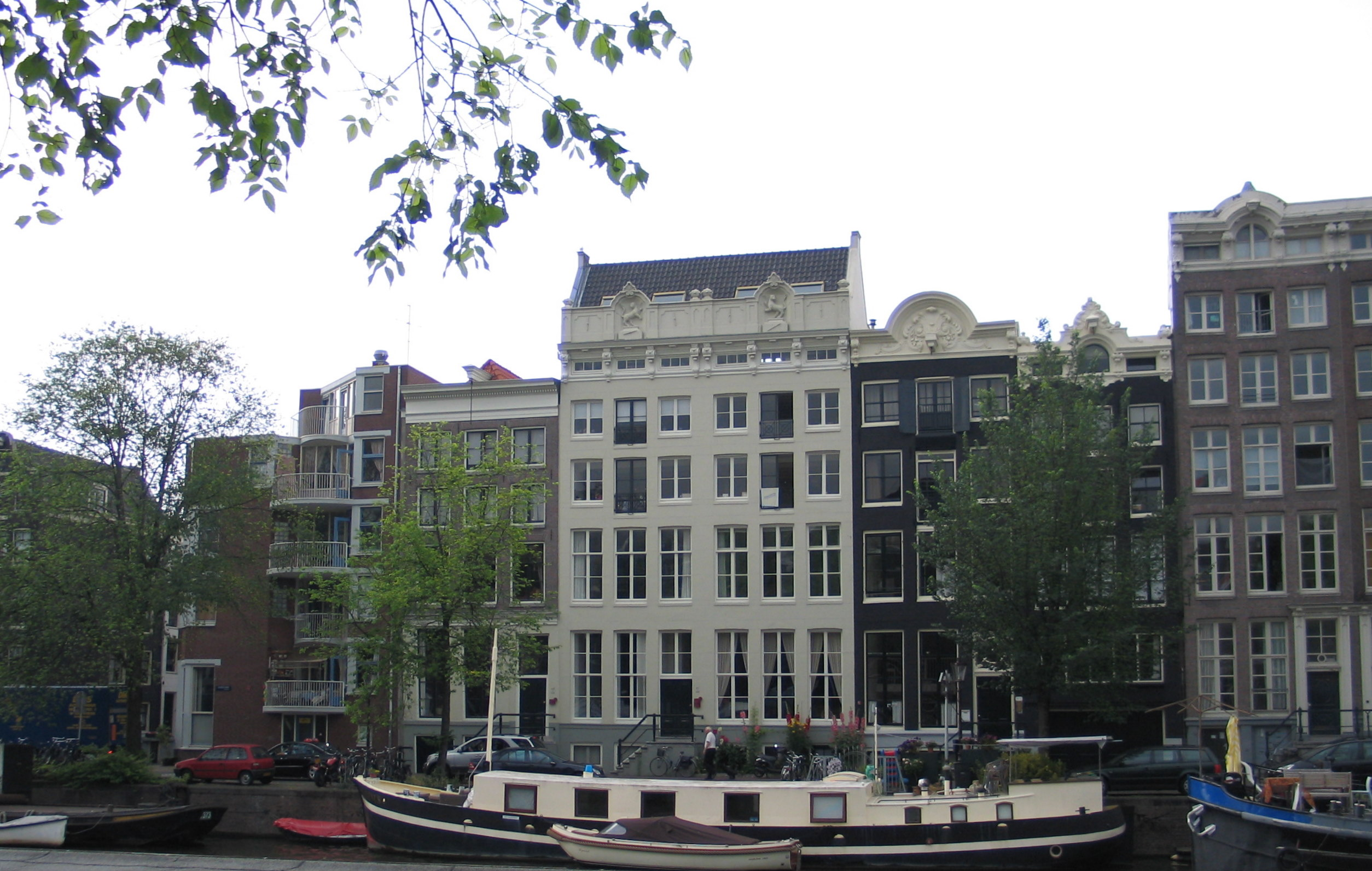
Oudeschans met het dubbelpand De Twee Tijgers

Constantin Ranst, ook Constantinus Ranst (28 oktober 1635 - Amsterdam, 10 januari 1714) was een opperhoofd in Deshima in dienst van VOC, en gestationeerd in Tonkin en Bengalen. Hij was sterk betrokken bij de zijdehandel naar Japan. Ranst probeerde corruptie tegen te gaan binnen de VOC in Bengalen en oogstte lof bij de Heren XVII, maar is beentje gelicht door zijn ondergeschikten. Nadat hij ook zijn functie bij de Raad van Indië had opgegeven, vestigde hij zich in Amsterdam. Constantin Ranst behoorde tot de 250 rijksten van de Gouden Eeuw; de twee posten in Bengalen en Dejima stonden bekend als zeer winstgevend.

## De familie Ranst
De oorsprong van de familie Ranst ligt in Brugge. Via Middelburg verhuisde Leonard Ranst (na 1585) naar Amsterdam. Vader Leonard (1567-1619) en zoon Hieronimus (1607-1660) woonden vanaf 1610 op de Oude Schans in een dubbel pand genaamd De Twee Tijgers. Hieronimus Rans(t) trouwde in 1630 met Barbara Carel.
In 1633 investeerde hij in de turfwinning dicht bij Smilde. In 1635 kocht hij land in de Schermer, nadat de polder was drooggelegd. Vanaf 7 december 1638 was hij betrokken bij de Noordsche Compagnie, en nam deel in de walvisvaart, nadat hij het aandeel van Lambert van Tweenhuysen had overgenomen. In 1639 kocht hij een kavel grond in de Purmer bij Kwadijk en in 1644 liet hij daar een buitenplaats bouwen, ontworpen door Philip Vingboons.
In 1650 werd zijn zwager Willem Boreel ambassadeur in Venetië. Ook Balthasar Coymans (1589-1657) en Gillis Valckenier behoorden tot de aangetrouwde familie.
Hieronimus en zijn vrouw lieten zeventien kinderen dopen, waaronder twee tweelingen; vier kinderen stierven jong.
De oudste, Leonard (1631-1673), kreeg een zetel in de vroedschap; hij werd schepen en was betrokken bij de veroordeling van Adriaen Koerbagh. Hij was in 1660 getrouwd met Catharina van Duijnen en is in april 1673 's avonds om 9 uur in zijn wagen op weg naar zijn buiten in de Purmer in de sloot gereden en verdronken. Zijn zoon Hieronimus (Amsterdam, 1672-Wassenaar, 1710?) was directeur van de Sociëteit van Suriname tussen 1701 tot 1704. Hij trouwde in 1706 met Catharina Sloot uit Oldenzaal. Constantin Ranst, na 1673 de oudste zoon, trok in een eerder stadium naar de Oost.

## Constantin Ranst

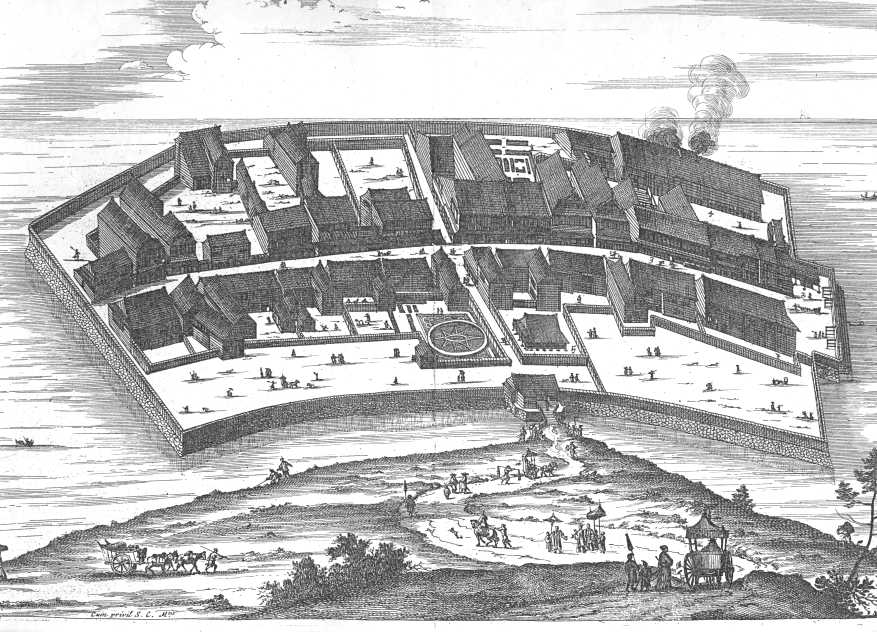
Dejima (Arnoldus Montanus: Gedenkwaerdige Gesantschappen der Oost-Indische Maetschappy in't Vereenigde Nederland, aen de Kaisaren van Japan. 1669

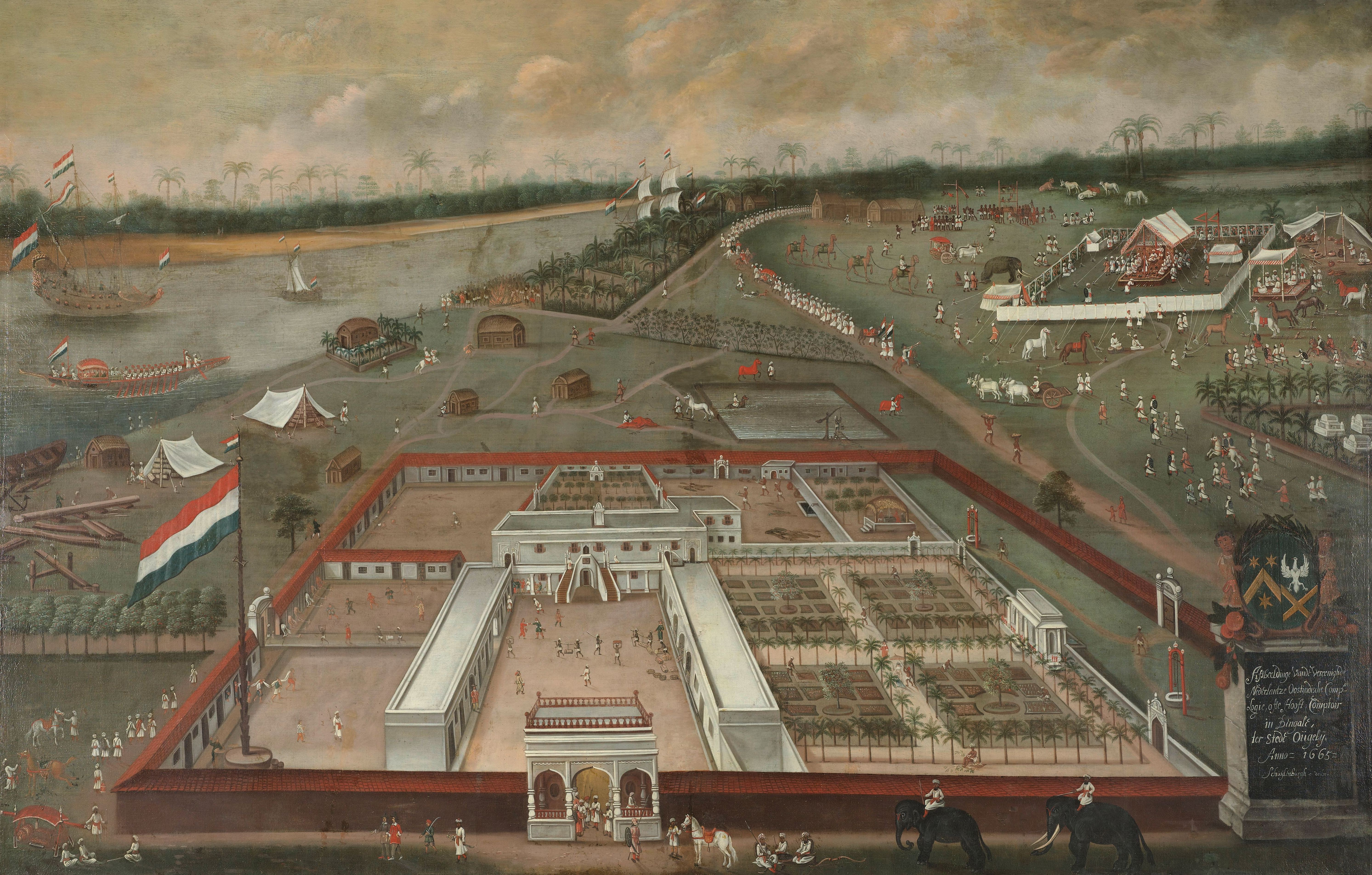
De Nederlandse handelspost in Hougli omstreeks 1665 door Hendrik van Schuylenburgh.

Over de opleiding van Ranst is niet veel bekend. Volgens J.C. Breen zou hij in 1656 getrouwd zijn in Batavia, maar mogelijk verliet hij pas in oktober 1658 op een schip onder Douwe Aukes het Vlie. In maart 1659 kwam Ranst aan in de Kaapkolonie en voerde besprekingen met Jan van Riebeeck en Johan Bax van Herenthals. In juni kwam het schip aan bij Batavia. Op 12 juli 1662 werd hij benoemd als tweede man in Desjima en fungeerde van 9 mei 1663 tot mei 1665 als opperhoofd. Volgens Resandt zou hij op 24 april 1664 in Batavia zijn getrouwd met Hester Hartsinck, de dochter van Carel Hartsinck, de stichter van een factorij in Tonkin. Deze details zijn nog niet goed met elkaar te rijmen. Volgens J. Elias was zij op 14 oktober 1636 geboren op Firando en dan zou haar moeder een Japanse zijn. Hester Ranst kan ook een kind zijn uit het tweede huwelijk van haar vader en ca 1645 geboren, wat waarschijnlijker lijkt, omdat zij niet gewettigd werd, zoals haar twee halfbroers in 1662.
Tussen september 1665-1667 was Ranst hoofd van de factorij in Tonkin, die een doorstart beleefde. Hij is daar opgevolgd door Cornelis Valckenier. Ranst diende vervolgens als opperhoofd op Desjima tussen september 1667-1668, en bracht tegen alle regels in zijn vrouw mee naar het kleine kunstmatige eiland, nauwelijk groter dan de Dam. Op 1 oktober 1667 beviel zij van een doodgeboren kind. Niet lang daarna is zijn vrouw teruggegaan naar Batavia. Op 1 april was hij in Edo waar een deel van de stad was verwoest door grote brand. Ranst kreeg te maken met strengere regels, omdat de Japanners de invoer van allerlei exotische producten verboden. Zoals eertijds door de Japanners bepaald keerde ook Ranst na een jaar terug naar Java waar hij november 1668 is benoemd tot buitengewoon raad van Indië.
In april 1669 is hij benoemd tot directeur in Hougly West-Bengalen (1669-1673), waar zijde werd ingekocht en verscheept naar Japan. De opium en salpeter uit de omgeving werd verscheept naar Batavia. Ranst was eerst gestationeerd in Cossimbazar waar de weverij was afgebrand. Hij kreeg Nicolaas de Graaff op bezoek, die dagelijks kwam te eten. In januari 1672 kreeg hij een belangrijke post in Hougli. Ranst zou hebben geprobeerd de Augiasstal te reinigen, maar dreef een Indiase weduwe tot zelfmoord. Nadat ze was ondervraagd op de factorij over de activiteiten van haar man, die had geknoeid in de boekhouding en dat eigenlijk niet boven water zou moeten komen omdat daaruit de fraude zou blijken, nam ze een overdosis opium. Haar zoon spande een proces aan en er werden dikke akten over en weer gestuurd; Constantin Ranst is in juli 1673 van zijn post ontheven. Pieter Hofmeester, gestationeerd in Dhaka, werd zijn opvolger, maar kwam al snel op mysterieuze wijze aan zijn einde.
Op 18 januari 1674 was hij terug in Batavia met vier schepen, waarvan een veroverd op de Fransen. De lading was bijna een miljoen waard. Ranst logeerde bij de Joan Maetsuycker, de gouverneur-generaal. In juli 1675 werd Ranst benoemd tot gewoon raad in Batavia. Er bleek onzekerheid over de beschuldigingen van de tolken tegen hem ingebracht, maar Ranst had zijn krediet verloren. In 1677 waren Ranst en Cornelis Speelman als Raden van Justitie betrokken bij de echtscheiding van Cornelia van Nijenrode. In oktober van dat jaar namen Hendrik van Rheede en Ranst ontslag uit de Raad van Indië nadat zij op bezoek waren geweest in Bantam. Ranst werd in november benoemd als admiraal van de retourvloot, die werd geladen met vijf ton ruwe Perzische zijde en 4 ton peper. Maatsuycker was inmiddels doodziek, maar bood een afscheidsmaal aan en Rijcklof van Goens, een oom van zijn vrouw, zat de laatste vergadering voor. Ranst keerde eind juni 1678 op het schip de "Vrijheid" terug in Amsterdam, evenals Van Rheede en Joan van Oosterwijck. De indruk wordt gewekt dat zij geen trek hadden te fungeren onder Van Goens.

### Amsterdam

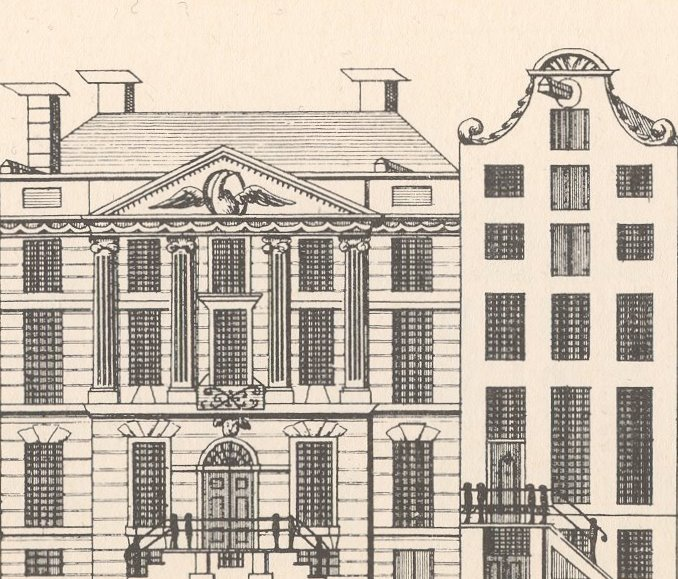
Herengracht 527 en 529

Constantijn Ranst kreeg een functie als kapitein bij de schutterij en op het stadhuis als weesmeester (1679-1714). In 1682 schreef hij een brief aan Johannes Hudde over de oplichting in Bengalen; er was veel te weinig lading opgegeven. Op 4 december 1682 kocht hij een aandeel in de zeven pakhuizen op de Prinsengracht uit de nalatenschap van zijn moeder; op 18 september 1683 een pand in de Reguliersdwarsstraat. Op 19 maart 1683 werd zijn vrouw in de Zuiderkerk begraven. Zowel bij de Weeskamer als in het begraafregister wordt vermeld dat het echtpaar maar een kind had, Hester. Wie er ondertussen op Dejima opperhoofd was, is nog niet geheel duidelijk.
Ranst zou een voorzoon (of neef) hebben gehad waarover weinig bekend is en die voor 1664 kan zijn geboren. Deze Constantijn Ranst de Jonge zou op 4 mei 1677 in dienst zijn getreden bij de Compagnie en in 1680 als tweede man zijn benoemd op het geïsoleerde eiland. Vanwege zijn benoeming als opperhoofd is hij misschien naar Batavia geweest en kwam op 19 augustus 1683 opnieuw aan in Nagasaki. Hij was tussen 8 november 1683 - 28 oktober 1684 opperhoofd van de factorij in Desjima. Hij benoemde Hendrick van Buijtenhem als zijn opvolger. Vervolgens werd Ranst de Jonge raad van Justitie en was omstreeks maart in Bantam, vanwege het opstellen een nieuw contract, samen met Van Buijtenhem en Willem
Caeff. Van 5 november 1686 - 25 oktober 1687 was hij opnieuw in Japan en nam volgens het VOC-archief een groot aantal schrijvers mee. Op 15 februari maakte hij zijn hofreis naar de shogun in Edo en protesteerde bij de rijksbestuurders tegen de manier waarop in Nagasaki handel werd gedreven met de Nederlanders. Sinds 1685 mochten jaarlijks niet meer dan drie schepen binnenlopen. De uitvoer van zilver en goud werd beperkt. De Japanse tolken waren beledigd omdat het opperhoofd een verzoek had gedaan om Japans te leren. Het is onduidelijk of Ranst, die de tolken niet vertrouwde, toen al Japans sprak en verstond.
Ondertussen hertrouwde de vijftigjarige Constantijn Ranst op 5 november 1685 in Rotterdam met Maria de Vogel, sinds januari 1684 de weduwe van Balthasar Bort, gouverneur van Nederlands Malakka. (Zij was de moeder van een 7-jarig kind.) Op 16 april 1686 was Constantius Rampts met zijn echtgenote getuige bij een doop in Rotterdam.
In 1688 werd de inventaris van zijn in 1678 overleden moeder opgemaakt en trouwde zijn 17-jarige dochter Hester (Bengalen, 1671 (of 6 september 1673?)-Amsterdam, 1750) in Ouderkerk aan de Amstel met Jacob J. Hinlopen. Haar jongste twee kinderen, toen nog tieners, gingen soms bij Ranst eten, maar kwamen dronken en onbekwaam thuis. In 1709 benoemde hij de vier kinderen van zijn dochter Hester als erfgenaam.
Ranst kocht in 1679 en 1698 twee panden op de Herengracht nu 527 en 529.
Na zijn overlijden in het dubbele grachtenpand Herengracht 527 werden zijn goederen verdeeld onder de erfgenamen of geveild. Ranst bezat een schilderij van Rembrandt van Rijn met de Aanbidding van de Drie Koningen en hield ossen en schapen bij zijn landhuis in Kwadijk. Het huis op Herengracht 527 en zeven pakhuizen op de Prinsengracht, bij het Huiszittenhuis, niet ver van de Leliegracht, werden in 1716 geërfd door zijn kleinzoon Jacob J. Hinlopen (1691-?). Het pand, net buiten de Gouden Bocht, is in 1717 verhuurd aan tsaar Peter de Grote, die het naar het schijnt volledig uitwoonde. In 1718 werd het pand op de Oudeschans verkocht. Maria de Vogel, de weduwe van Ranst, begon vanwege de erfenis een rechtszaak, die ze aanhangig maakte bij het Hof van Holland en won. In geen enkel document in het stadsarchief Amsterdam bleek Constantin Ranst de Jonge als erfgenaam te zijn genoemd.